# Buzz Dees

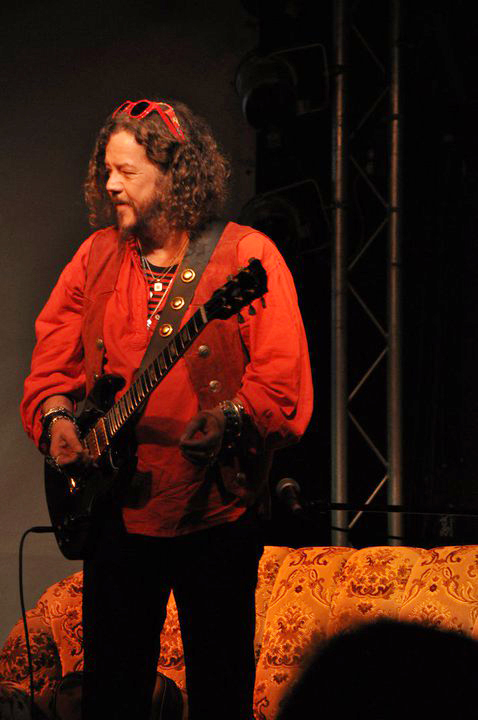
Gitarrist und Sänger Buzz Dee, 2010

Buzz Dees ist eine Berliner Rockband, die im Sommer 2009 in Berlin-Pankow gegründet wurde.

## Geschichte
Der Gitarrist der Band Knorkator Sebastian Baur (Buzz Dee) probierte nach der vorläufigen Knorkator-Auflösung (Ende 2008) seine Ideen im Kellerstudio des Bell, Book & Candle Gitarristen Holger Jagsch (Jagschn). Die ersten Songideen ließen die beiden von Steffen Holly (Knäcke) mit deutschen Texten versehen und dieser übernahm im Laufe der Aufnahmen auch die Rolle des Bassisten neben seiner Tätigkeit als Technischer Leiter des Berliner Musikservice Aupeo.
Anfang 2010 wählten sie den Namen „Buzz Dee´s Baurn“ für das Projekt. Mittlerweile war Reiner Morgenroth (Morgenstern) als Schlagzeuger dazugestoßen, der im Februar 2010 die Mittelalter-Rockband In Extremo verlassen hatte. Das Element „Baurn“, eine Referenz an den Nachnamen des Gitarristen und Sängers, wurde im Laufe des Projektes gestrichen, da auf keinen Fall eine Verbindung zur Mittelalter-Rockszene hergestellt werden sollte, die durch das neue vierte Mitglied nahe lag. Der Apostroph im Logo Buzz Dees überlebte die Debüt-CD als auch die ersten Plakate bis Ende 2011.
Im Herbst 2010 waren die im eigenen Studio von Gitarrist Holger Jagsch produzierten Songs fertig und die CD wurde auf dem eigenen Label Sholly Records im Cargo Vertrieb im März 2011 veröffentlicht. Gleichzeitig mit der CD-Veröffentlichung gab die Band im März 2011 ihr erstes Konzert im Maschinenhaus (Kulturbrauerei Berlin), bevor Buzz Dee im April und Herbst 2011 mit Knorkator auf Re-Union-Tournee ging.
Im Januar 2012 begann Buzz Dees mit den Proben und Vorbereitung zur ersten eigenen Headliner-Tour, die danach erfolgreich im Februar und März absolviert wurde.
Aktuell laufen die Aufnahmen zum zweiten Album, dessen erste Titel mit Videoclips versehen Ende 2012 zu sehen sein sollen.

## Stil
Musikalisch bewegen sich ihre Songs zwischen Retro Rock, Blues, Alternative Country, Hardrock und reiben sich an diesen Grenzen mit elektronischen und Pop-Zitaten. In Verbindung mit den zum Teil sehr skurrilen Texten nennt die Band das selber Rumpelrock.

## Diskografie
- 2011: Mitkomm (Album, Sholly Records / Cargo Records)[3][4][5]
- 2013: Icke (Album, Sholly Records / Cargo Records)[6][7]